# Science Fiction World
Science Fiction World (Sci-Fi World sau SFW: în chineză: 科幻世界, Kēhuàn shìjiè, cu sensul de Lumea științifico-fantastic-ului) este o revistă lunară de literatură științifico-fantastică publicată în Republica Populară Chineză. Are sediul în Chengdu, Sichuan și a apărut prima dată în 1979. Revista domină piața revistelor chineze de literatură științifico-fantastică, la un moment dat cu un tiraj de 300.000 de exemplare pe număr, cu aproximativ 3-5 cititori pe exemplar (ceea ce duce la un număr total de cititori de cel puțin 1 milion), făcându-l astfel cel mai popular periodic științifico-fantastic din lume.

## Istorie și profil
Revista a fost înființată în 1979 cu numele Science Literature. În august 2007, redactorul Science Fiction World, Yang Xiao, a organizat Festivalul Internațional de Science Fiction și Fantasy din Chengdu, cel mai mare astfel de eveniment organizat vreodată în China. Se estimează că 4.000 de fani chinezi au participat la festivalul care a durat patru zile.

## Rebeliunea personalului și noul redactor
În martie 2010, personalul revistei a emis o scrisoare deschisă atacând noul redactor Li Chang pentru acțiuni care includ: anularea contractelor cu cititori și cu autorii chinezi de literatură științifico-fantastică; refuzul de a cumpăra povești de la autori, forțând redactorii să scrie singuri poveștile sau ca redactorii de limbi străine să facă ei înșiși toate traducerile în chineză în loc să cumpere traduceri, iar redactorii de artă creează singuri ilustrațiile în loc să angajeze artiști. De asemenea, a intervenit și asupra reclamelor, înlocuind coperta frontală a revistei cu o reclamă pentru o școală. Toate aceste acțiuni au fost considerate ca fiind cauzele scăderii severe recente a tirajului revistei SFW, la un nivel minim de aproximativ 130.000. Investigațiile efectuate de China Youth Daily și alte publicații au verificat acuzațiile iar până la 4 aprilie 2010 agenția de știri Xinhua a anunțat destituirea lui Li Chang. Ulterior problema a fost rezolvată, iar Yao Haijun a devenit directorul adjunct al Science Fiction World.